# Маслов, Кирилл Викторович
Кирилл Викторович Маслов (род. 23 марта 1994, Воронеж) — российский хоккеист, защитник.

## Биография
Младший брат хоккеиста Артёма Маслова. Воспитанник воронежского «Бурана»
Начинал играть в сезоне 2011/12 в команде МХЛ ХК МВД Балашиха, затем стал выступать за «Локо» Ярославль. Играл в ВХЛ за «Локомотив ВХЛ» (2912/13) и партнёрский клуб «Рязань» (2014/15). 28 октября 2014 года «Локомотив» обменял Маслова в «Сочи» до окончания сезона 2016/17, но, не сыграв ни одного матча, через месяц игрок вернулся обратно. 31 августа 2015 года в гостевом матче против «Сочи» (1:2) дебютировал в КХЛ. Провёл шесть игр и 16 ноября был обменян на денежную компенсацию в «Амур», подписав двухсторонний двухлетний контракт. Сыграл два матча и был переведён в список травмированных. Не проведя за год ни одного матча, 2 декабря 2016 года вернулся в «Локомотив». Выступал за «Рязань» и в ноябре 2017 года перешёл в другой клуб ВХЛ «Металлург» Новокузнецк. Летом 2018 года был в «Локомотиве», но вернулся в «Металлург». В июле 2019 года перешёл в «Северсталь», но, не сыграв ни одного матча, 16 сентября расторг контракт. Провёл четыре матча за «Молот-Прикамье» и вновь стал играть за «Металлург» Новокузнецк. 4 июля 2023 года подписал однолетний контракт с «Торосом» Нефтекамск.
Участник чемпионата мира среди юниорских команд 2012. Бронзовый призёр молодёжного чемпионата мира 2014.
Победитель хоккейного турнира зимней Универсиады 2015.